# Habralebra cruciata
Habralebra cruciata är en insektsart som beskrevs av Young 1957. Habralebra cruciata ingår i släktet Habralebra och familjen dvärgstritar. Inga underarter finns listade i Catalogue of Life.